# Izsó Ignác
Izsó Ignác (Tarján, 1956. február 22. –) válogatott labdarúgó, középcsatár. A Hivatásos Labdarúgók Kamarájának alapító tagja és jogásza. A FIFA jogi bizottságának tagja.

## Pályafutása

### Klubcsapatban
A Vasas saját nevelésű játékosa volt. 1974-ben mutatkozott be az élvonalban. Az 1976–77-es idényben a bajnokcsapat tagja volt. A Vasasban 1986-ig 285 bajnoki mérkőzésen 86 gólt szerzett.

### A válogatottban
1976 és 1982 között 5 alkalommal szerepelt a válogatottban és 2 gólt szerzett. 9-szeres ifjúsági válogatott (1973–74, 2 gól), 14-szeres utánpótlás válogatott (1975–82, 6 gól), 9-szeres egyéb válogatott (1975–82) és kétszeres B-válogatott (1976–80).

## Jogászként
2012 februárjában tagja lett a FIFA jogi bizottságának.

## Sikerei, díjai
- Magyar bajnokság
  - bajnok: 1976–77
  - 3.: 1979–80, 1980–81
- Magyar kupa (MNK)
  - győztes: 1985
  - döntős: 1980
- Közép-európai kupa (KK)
  - győztes: 1980

## Statisztika

### Mérkőzései a válogatottban
| Magyarország | Magyarország         | Magyarország                       | Magyarország  | Magyarország | Magyarország | Magyarország       | Magyarország | Magyarország |
| #            | Dátum                | Helyszín                           | Hazai         | Eredmény     | Vendég       | Kiírás             | Gólok        | Esemény      |
| ------------ | -------------------- | ---------------------------------- | ------------- | ------------ | ------------ | ------------------ | ------------ | ------------ |
|              | 1976. február 9.     | San Salvador                       | Salvador      | 1 – 2        | Magyarország | barátságos         | -            | 46'          |
| 1.           | 1976. május 26.      | Budapest, Népstadion               | Magyarország  | 1 – 1        | Szovjetunió  | barátságos         | -            | 77'          |
|              | 1979. április 18.    | Pitești                            | Románia       | 2 – 0        | Magyarország | olimpiai selejtező | -            |              |
| 2.           | 1981. április 15.    | Valencia, Luis Casanova-stadion    | Spanyolország | 0 – 3        | Magyarország | barátságos         | -            |              |
| 3.           | 1982. február 11.    | Auckland, Smart-stadion            | Új-Zéland     | 1 – 2        | Magyarország | barátságos         | 1            | 17' 70'      |
| 4.           | 1982. február 14.    | Christchurch, II. Erzsébet Stadion | Új-Zéland     | 1 – 2        | Magyarország | barátságos         | 1            | 56' 65'      |
| 5.           | 1982. szeptember 22. | Győr, Rába ETO Stadion             | Magyarország  | 5 – 0        | Törökország  | barátságos         | -            | 46'          |
|              | Összesen             |                                    |               | 5            | mérkőzés     |                    | 2            | gól          |